# Malsch (Reno-Neckar)
Malsch è un comune tedesco di 3 388 abitanti, situato nel land del Baden-Württemberg.